# 山東中継局
山東中継局（さんとうちゅうけいきょく）は、滋賀県米原市清滝の清滝山に設置されている、NHKFM放送大津放送局の中継局で、2011年7月24日までは地上アナログテレビ放送の中継局でもあった。

## 概要
当中継局は、米原市の山東地区にFM放送の電波を発射している。

なお、同一放送対象地域（滋賀県）である、e-radioは当地に中継局を設置していない。
上記の通り、嘗ては地上アナログテレビ放送の電波も発射していたが、地上デジタルテレビ放送の受信については、彦根中継局などがカバーしている。

## FMラジオ放送
| 周波数  | 放送局名             | 空中線電力 | 実効輻射電力 | 放送対象 地域 | 放送区域 内世帯数 | 受信局                              | 開局日     | 送信アンテナ     |
| 83.1MHz | NHK FM放送大津放送局 | 3W         | 3.8W         | 滋賀県        | 約-世帯           | 大津放送局（親局） （湖南市岩根山） | 1972年 6月 | 八木式3素子3方向 |

## 地上アナログテレビ放送
| チャンネル | 放送局名       | 空中線電力        | 実効輻射電力      | 放送対象地域 | 放送区域内世帯数 | 受信局     | 開局日      | 閉局日         |
| 49ch       | NHK 大阪教育   | 映像10W/ 音声2.5W | 映像22W/ 音声5.6W | 全国         | 約4千世帯        | 彦根中継局 | 1967年 11月 | 2011年 7月24日 |
| 51ch       | NHK 大津総合   | 映像10W/ 音声2.5W | 映像22W/ 音声5.6W | 滋賀県       | 約4千世帯        | 彦根中継局 | 1967年 11月 | 2011年 7月24日 |
| 53ch       | BBC びわ湖放送 | 映像10W/ 音声2.5W | 映像20W/ 音声5W   | 滋賀県       | 約4千世帯        | 彦根中継局 | -           | 2011年 7月24日 |